# Violon ténor

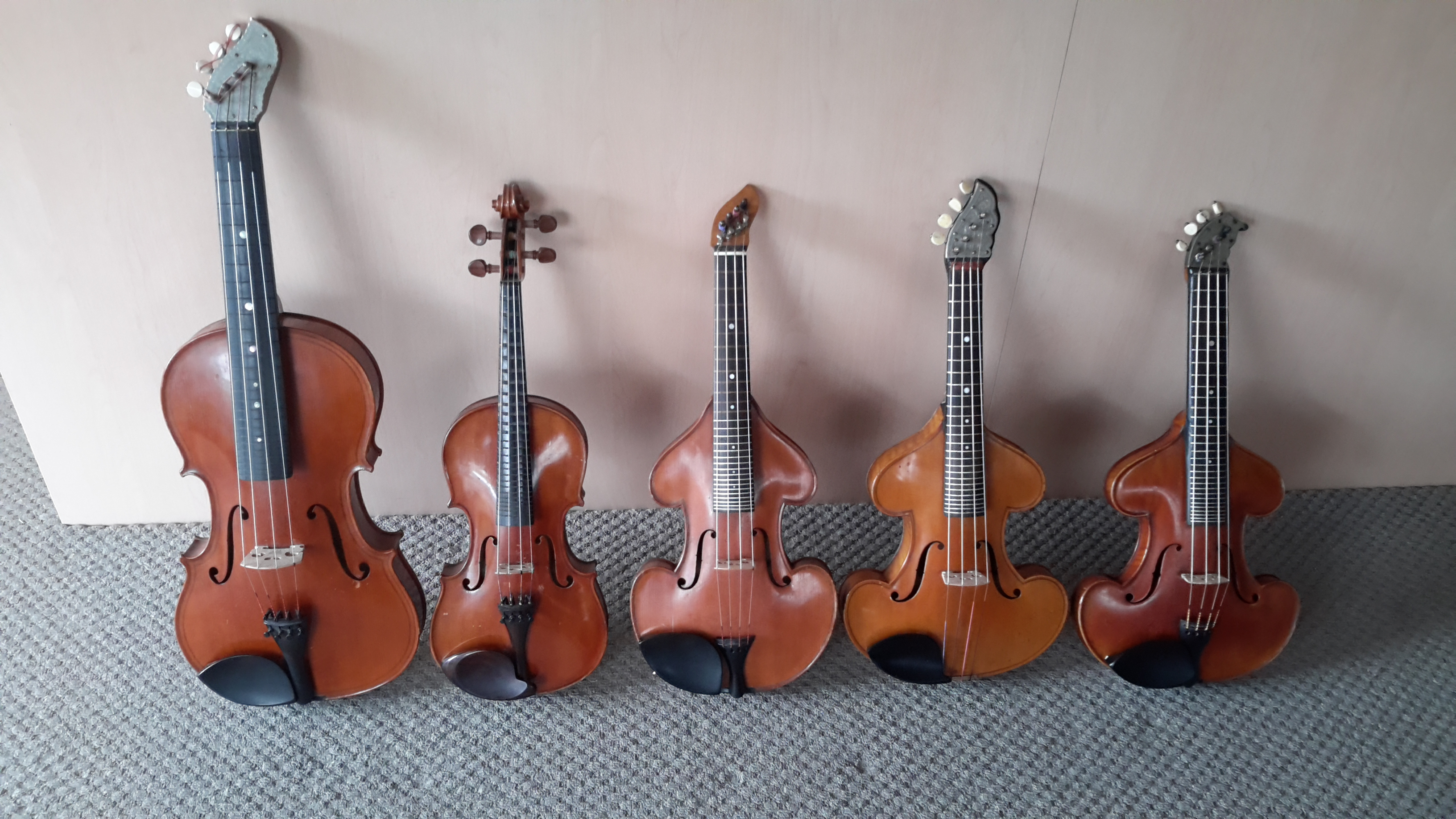
Quatre violons ténor âgés de 120 ans, comparés à un violon entier, le second en partant de la gauche, comme référence de taille.

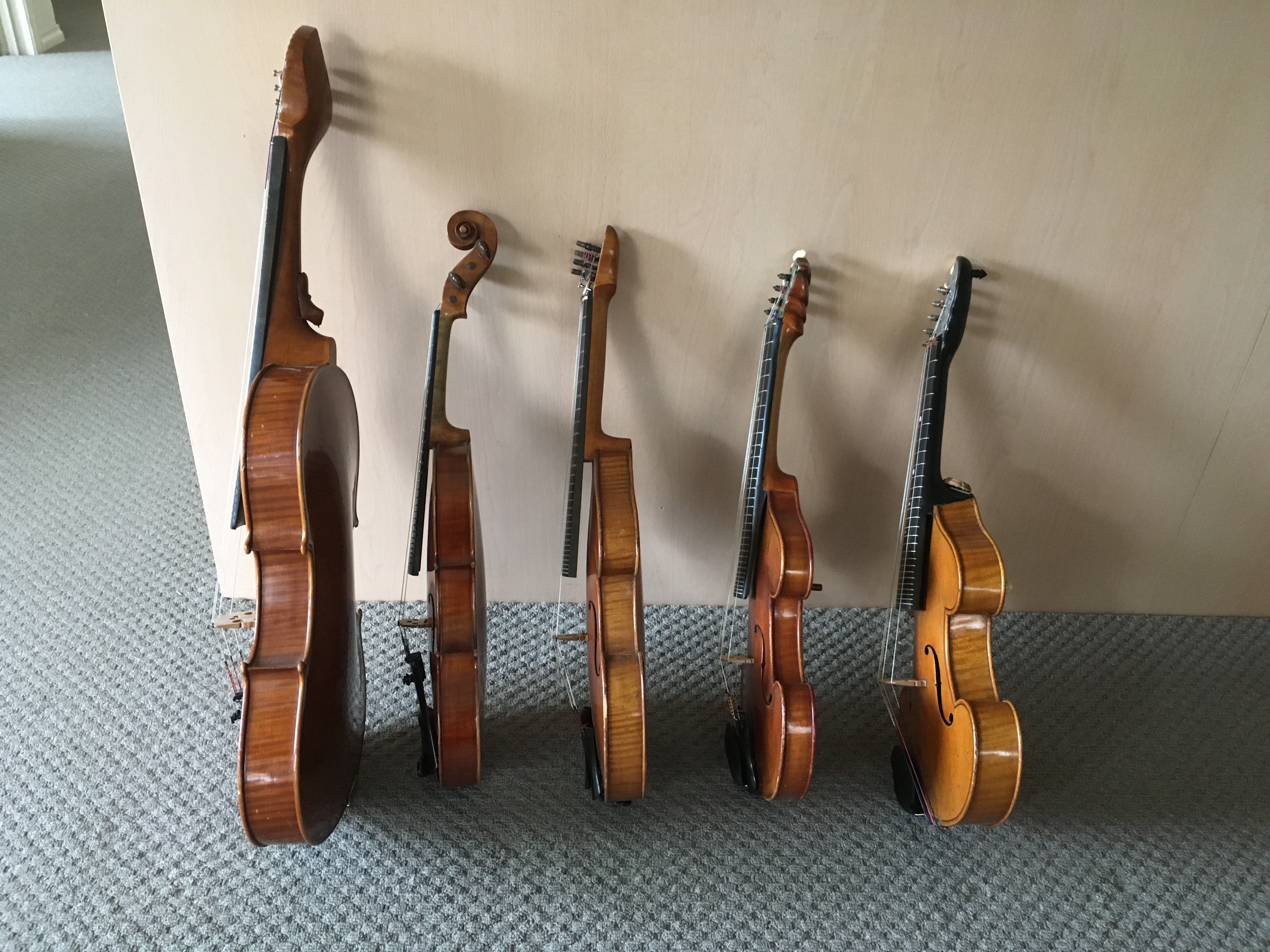
vue latérale.

Un violon ténor (ou alto ténor) est un instrument possédant une tessiture le situant entre le violoncelle et l'alto. Il est l'une des évolutions historiques de la famille des violons, mais n'est pas utilisé de manière courante dans l'orchestre symphonique.

## Présentation
Son accordage Sol1 Ré2 La2 Mi3, soit une octave sous le violon, le place directement entre l'alto et le violoncelle, ce qui cause une confusion avec le violon baryton qui a le même accordage, mais sur un corps de violon.
Le violon ténor du XVIIe siècle a existé comme une évolution formelle du violon, avec un corps plus large que celui de l'alto, mais avec un manche plus court. Dans les conceptions anciennes, le ténor était joué debout. Les partitions pour ténor sont écrites sur la clef d'ut-4.
Ce sont les développements technologiques sur la famille des cordes, permettant une amélioration des sonorités et de la tessiture des altos et violoncelles qui ont abouti à la disparition progressive, au cours du XVIIIe siècle du violon ténor ; moins de demande a conduit les luthiers à en fabriquer de moins en moins. Il est établi qu'Antonio Stradivari en a construit deux modèles distincts.

## Renaissance du ténor
Au cours de la fin du XIXe et du début du XXe siècle, les violons ténor ont vu leur popularité s'accroitre. Initialement conçus pour être joués sur la jambe, ils ont été équipés de mentonnières pour être joués sur l’épaule. Le corps du ténor mesure 46 cm de long et 76 cm de longueur totale.
Il est épais de 8 mm de plus qu’un alto 40 cm. Comme pour les violons de cette époque, de nombreux exemplaires ont été frettés.
Par analogie avec le quartet vocal soprano-alto-ténor-basse, quelques compositeurs ont écrit de la musique pour un ténor placé entre l'alto et le violoncelle − par exemple, les pièces de Felix Draeseke ou de Sergei Taneyev − mais c'est dans la musique contemporaine que ces instruments ont vraiment retrouvé leur place.
Les constructions modernes du violon ténor sont des viola profonda et des violotta − toutes deux jouées sur le genou. Dans l'octuor à cordes, le violon ténor existe en tant qu'instrument accordé une octave sous le violon, et mesure approximativement la taille d'un violoncelle 1/2. Le violon baryton est de même la version agrandie du violoncelle.